# Лоувилл (тауншип, Миннесота)
Лоувилл (англ. Lowville) — тауншип в округе Марри, Миннесота, США. На 2000 год его население составило 175 человек.

## География
По данным Бюро переписи населения США площадь тауншипа составляет 93,2 км², из которых 92,8 км² занимает суша, а 0,4 км² — вода (0,39 %).

## Демография
По данным переписи населения 2000 года здесь находились 175 человек, 70 домохозяйств и 52 семьи. Плотность населения —  1,9 чел./км². На территории тауншипа расположено 75 построек со средней плотностью 0,8 построек на один квадратный километр. Расовый состав населения: 98,86 % белых, 0,57 % азиатов и 0,57 % приходится на две или более других рас.
Из 70 домохозяйств в 35,7 % воспитывались дети до 18 лет, в 67,1 % проживали супружеские пары, в 4,3 % проживали незамужние женщины и в 25,7 % домохозяйств проживали несемейные люди. 21,4 % домохозяйств состояли из одного человека, при том 4,3 % из — одиноких пожилых людей старше 65 лет. Средний размер домохозяйства — 2,50, а семьи — 2,87 человека.
24,0 % населения — младше 18 лет, 7,4 % — в возрасте от 18 до 24 лет, 26,3 % — от 25 до 44, 31,4 % — от 45 до 64, и 10,9 % — старше 65 лет. Средний возраст — 37 лет. На каждые 100 женщин приходилось 118,8 мужчин. На каждые 100 женщин старше 18 приходилось 125,4 мужчин.
Средний годовой доход домохозяйства составлял 39 688 долларов, а средний годовой доход семьи —  47 500 долларов. Средний доход мужчин —  28 125  долларов, в то время как у женщин — 17 000. Доход на душу населения составил 15 699 долларов. За чертой бедности находились 3,8 % семей и 5,3 % всего населения тауншипа.